# ブザンソン包囲戦
ブザンソン包囲戦（ブザンソンほういせん、英語: Siege of Besançon）は仏蘭戦争中の1674年4月19日から5月22日にかけて行われた、フランス王国によるブザンソンの包囲。

## 背景
1672年に開戦した仏蘭戦争はその2年目まで主にネーデルラント連邦共和国を戦場としたが、1673年に反フランス同盟が結成され、さらにイングランド王国が1674年2月にフランス支持を撤回すると、フランス軍は撤退を余儀なくされた。1674年春、フランス王ルイ14世は軍勢7万を率いてフランシュ＝コンテに侵攻した。ルーヴォワ侯爵はサラン＝レ＝バンとドルを落としてからブザンソンを攻撃しようとしたが、ヴォーバンはブザンソンを先に落とすべきだと進言、結局ヴォーバンの意見が採用された。

## 包囲
4月26日にブザンソンに到着すると、ヴォーバンは大砲36門をブザンソンの西にあり、城塞を眺望できるショーダンヌ山に設置しようとした。大砲は夜中、ラバと兵士によって山上に運ばれ、それ以降ブザンソンは絶え間なくフランス軍の砲撃に晒された。ブザンソンの町は5月15日に、城塞は22日に降伏した。

## 止血帯の使用
ブザンソン包囲戦の最中、フランス軍の軍医エティエンヌ・J・モレル（Etienne J. Morel）が負傷による出血を止めるために止血帯を使い、止血帯がはじめて使われる例となった。